# Acrochaetiales
Acrochaetiales, red crvenih algi u podrazredu Nemaliophycidae. Postoji preko 200 priznatih vrsta (218) u tri porodice

## Porodice
1. Acrochaetiaceae Fritsch ex W.R.Taylor, 169
2. Audouinellaceae J.Feldmann 41
3. Rhodochortonaceae, 8